# Hudson Meek
Hudson Meek (Vestavia Hills (Alabama), 5 augustus 2008 – aldaar, 21 december 2024) was een Amerikaanse jeugdacteur. Hij was onder andere bekend van zijn rol als een jonge Baby in de film Baby Driver.

## Biografie
Meek werd geboren in Vestavia Hills, Alabama. Al op jonge leeftijd begonnen hij en zijn broer Tucker Meek met acteren. In 2014 verscheen hij in de Lifetime film The Santa Con. Ook verscheen hij in meerdere afleveringen van de reboot van MacGyver. In 2017 speelde hij de rol van de jonge Baby in de film Baby Driver. Latere rollen had Meek in Found uit 2023 en The School Duel in 2024. Daarnaast werd Piper gecast in de film 90 Minutes in Heaven.
Meek overleed op 21 december 2024 nadat hij van een rijdend voertuig was gevallen.

## Filmografie

### Films
| Jaar | Film            | Rol        |
| ---- | --------------- | ---------- |
| 2014 | The Santa Con   | Young      |
| 2017 | Baby Driver     | jonge Baby |
| 2024 | The School Duel |            |

### Televisie
| Jaar | Serie    | Rol  |
| ---- | -------- | ---- |
| 2016 | MacGyver | Zoon |